# Nilüfer Hatun
Nilüfer Valide Hatun (en turco otomano: نیلوفر خاتون‎, "lirio de agua") (c.? — Bursa, c.1383), fue consorte de Orhan I, y madre de Murad I. Fue la primera mujer de origen esclavo que se convirtió en madre de un sultán y fue la primera Valide Hatun del Imperio Otomano. 

## Biografía
Según la versión generalmente aceptada, Nilüfer era una mujer griega bizantina, hija del Tekfur de Yarhişar. Algunos investigadores llaman al nombre Nilüfer, dado a ella al nacer, Holophira Olivera, que nació alrededor de 1285. Una teoría asegura qué el padre de Orhan, Osman I, asaltó Bilecik en el momento de la boda de Holophira y llegó allí con ricos regalos y soldados disfrazados y escondidos. Holophira estaba entre el botín. La niña fue presentada por Osman a su hijo, el futuro Orhan I; además, hay una versión de que Osman planeó dejar a la niña en su harén. En caso de que Nilüfer fuera la primera esposa de Orhan, también se convirtió en la primera extranjera en el harén de los gobernantes otomanos.
Se cuestiona la versión de siglo XV sobre la entrada de Nilüfer en el harén: por ejemplo, Leslie Pierce señala que la historia de la captura de la novia en una boda en Belokom podría estar basada en un hecho real, pero no se refería a Nilüfer, sino a la otra esposa de Orhan, también una mujer griega, Asporça Hatun. Las dudas se basan en la falta de pruebas directas de la época. Las fuentes bizantinas tampoco confirman esta versión. Al mismo tiempo, Pierce cree que Nilüfer entró en el harén en un momento posterior y no pudo haber sido una esposa, sino una concubina de Orhan. Además, hay evidencia secundaria de un origen alternativo, en particular su nombre otomano Nilüfer, que significa lirio de agua en el idioma persa. Hay muchas teorías sobre Nilüfer Hatun, hay fuentes que dicen que fue primer esposa de Orhan, mientras que otras señalan que Eftandise Hatun lo fue por ser una mujer turca; en esa época no era común el matrimonio entre turcos y extranjeros. Además Nilüfer Hatun aparece en documentos históricos de 1324 y su hijo Murad nació en 1326, por lo que no pudo tener otros niños antes si se casó con Orhan en esas fechas.
Otros historiadores la hacen hija del príncipe de Yarhişar y de una princesa bizantina, Helen (Nilüfer), que era de ascendencia étnica griega. O también Nilüfer probablemente era la concubina de ulubey, que recibió el nombre en el harén, traducido del persa Nilüfer, significa "lirio de agua"; Peirce señala que era común en los siglos XIV y XV dar a las esclavas concubinas nombres persas que denotaban plantas o pájaros. 
Según una fuente, en la primavera de 1299, el magistrado de Bilecik que iba a casarse con la hija de Yarhişar invitó a Osman Ghazi y sus hombres a la fiesta de su boda. En la primavera, el pueblo Söğüt emigró a la meseta de Domaniς hasta el otoño. Osman Ghazi pidió dejar todas sus pertenencias en el castillo de Bilecik antes de asistir a la boda. Era práctica habitual en aquellos años confiar los pesados bienes del campamento a los castillos vecinos. El magistrado aceptó gustoso. La boda sería en Chakirpinar, a dos horas de Bilecik. De camino a la boda, el magistrado de Yarhisar fue rodeado por los soldados de Osman. Se volvieron hacia Yarhisar. Cuando la gente vio a su magistrado, abrieron las puertas y entraron los soldados de Osman. La conquista del castillo no se hizo esperar. En el castillo de Bilecik, se abrió uno de los fardos dejados por Osman Ghazi. Un soldado salió de él e informó a otros. Los soldados armados que salían de los fardos capturaron a todos en el castillo. Bilecik había caído ante los otomanos. Mientras los invitados esperaban a la novia, aparecieron los jinetes de los otomanos. Hubo una gran ceremonia en Karacahisar. Orhan Ghazi se casaría con Holophira, la hija del magistrado Yarhisar. La joven novia se convirtió al Islam y se convirtió en Nilüfer Hatun.

## Caridad
Nilüfer Hatun Imareti ("Nilüfer Hatun Soup Kitchen"), un hospicio anexo al convento para derviches, que ahora alberga el Museo Iznik en İznik, provincia de Bursa, fue construido por el sultán Murad en 1388 para honrar a su madre después de su muerte. Se construyó durante el waqf, que operó a expensas de Nilüfer durante su vida y se transfirió a los derviches después de ella; el trabajo del waqf fue proporcionado por el hamam, el impuesto de circulación, el caravanserai en Bursa, diecisiete edificios arrendados para el comercio y otras propiedades, lo que indica la considerable riqueza de Nilüfer. Imaret Nilüfer-Khatun fue restaurado en 1955, y en 1960 se inauguró en él el Museo de Iznik.

## Descendencia
Tradicionalmente, Nilufer es considerada la madre de un hijo de Orhan I:
- Murad I (29 de junio de 1326 — 15 de junio de 1389), futuro sultan del Imperio Otomano. Asesinado por Miloš Obilić durante la Batalla de Kosovo.

## Otras lecturas
- Yavuz Bahadıroğlu, Resimli Osmanlı Tarihi, Nesil Yayınları (Historia otomana con ilustraciones, Nesil Publications), 15.ª edición, 2009,ISBN 978-975-269-299-2 (Tapa dura).

- Datos: Q468123